# Imperatus
Imperatus je hudební album skupiny Salamandra. Vydala je v roce 2014.

## Seznam skladeb
1. Ave Imperator
2. Imperatus
3. Ancient Echoes
4. Devil's Apprentice
5. Defence
6. Fire And Ice
7. Metal Fever
8. Victorius
9. The Sphinx
10. My Worst Enemy
11. Behind The Gate
12. Coming Back Home
13. Traveller From Nowhere
14. Fool's Story